# Alex Van Haecke
Alex Van Haecke (Antwerpen, 11 juli 1948) is een Belgisch acteur en auteur, alsook regisseur van talrijke producties van Theater Zeemanshuis. Zijn bekendste theaterteksten zijn De Rat van't Sint Andries, Dobbel Shift, De Gele Trui en De Red Star Line. Hij is de vader van acteur Stijn Van Haecke.
Van Haecke acteerde in verschillende Vlaamse televisieseries en films, zoals: Het beest, Zaman, Merlina (o.a. Vic de Brabander en bankdirecteur), Langs de kade, Postbus X (als booswicht Nepomucenos), De weduwnaar, Koko Flanel, F.C. De Kampioenen (Noël), Hotel hotel, De makelaar, Spoed, Zone Stad, Niet voor publikatie (Ivo Sterckx), Spring (Ronald), Galaxy Park (Freddy) en Recht op Recht. Van 1997 tot 2008 vertolkte Van Haecke de rol van politie-inspecteur Peter Olivier in de Vlaamse serie Wittekerke. In 2017 speelde hij de rol van vrederechter in de soap Thuis.
Verder schreef Van Haecke ook nog enkele romans: Met de Red Star Line naar Amerika, Het Hans Heimer project en Ludo Dielis.